# Hans Zikeli
Hans Zikeli (n. 10 octombrie 1910, Mediaș, Austro-Ungaria – d. 6 februarie 1999, Gießhübl⁠(d), Austria Inferioară, Austria) a fost un handbalist de etnie germană care a jucat pentru echipa națională a României. Zikeli a fost component al selecționatei în 11 jucători a României care s-a clasat pe locul al șaselea la Olimpiada din 1936, găzduită de Germania. El a jucat în două din cele trei meciuri.
Hans Zikeli a fost component de bază al clubului Mediascher Turnverein (Societatea de Gimnastică Mediaș) din Mediaș.